# مسجد الهنود (الطائف)
مسجد الهنود، من المساجد الواقعة فوق قرية علو الهضبة بين 
مسجد الهادي من الشمال، ومسجد بن عباس في الجنوب بمدينة الطائف.

## سبب تسمية المسجد
نسبةً إلى اجتماع الهنود فيه، وخاصةً حين كثرت هجرة الأفغان والأكراد والهنود إلى الطائف في القرن الثاني عشر الهجري.

## سنة إنشاء المسجد
يرجح الشيخ القاري تاريخ عمارة المسجد في القرن الثاني عشر الهجري لأن الشيخ إبراهيم بن محمد الزرعة أحد أبناء الأسرة الذي كان يملك أملاكاً بجوار المسجد حيث يعتبر أحد اثرياء الطائف آنذاك، ويؤيد ذلك رؤية الرحالة الإنجليزي بوركهارت له حين زيارته للطائف سنة 1330هـ/1814م.

## بناء المسجد
- يتخذ المسجد الشكل المستطيل، وله باب من الجهة الشمالية الشرقية المطلة على ميدان الحراج القديم، وفي أعلاه عقد مفصص وله مئذنة واقعة بجوار الباب من الجهة الشمالية الشرقية دائرية الشكل، بُنيت من الحجر واللبن، وفي أخره مواضيء وبه بئر ماء مالحة حفرها أحد أجداد أسرة آل القاضي
- يتكون المسجد من قسمين: قسم صحن مكشوف ناحية الشرق، والقسم الآخر عبارة عن رواقين في القبلة ناحية الغرب مسقف، والسقف محمول على أعمدة مستطيلة في أعلاها عقود مدببة تطل على الصحن وتفصل بينه وبين الرواق
- في وسط جدار القبلة محراب مبني، وفي المسجد خمس نوافذ منها ثلاث مستطيلة الشكل تتخذ الاتجاه الطولي تقع في الجهة الشمالية تطل على الميدان واثنتان في جدار القبلة إحداهما عن يمين المحراب، والأخرى عن شماله
- طراز المسجد يشبه طراز بناء الحجاز في أواخر العصر العثماني، وجُدد مرة أخرى بالمسلح.[4]

## وصلات خارجية
- مساجدُ الطائف القديمة تحفةٌ معماريةٌ.. وشاهدٌ حضاري.
- المساجد الأثرية تحكي تاريخ الطائف.